# Selenonové kyseliny

Obecný strukturní vzorec selenonové kyseliny

Selenonové kyseliny jsou organické sloučeniny selenu obsahující funkční skupiny -SeO3H; jedná se o selenové strukturní analogy sulfonových kyselin.
Kyselina benzenselenonová (PhSeO3H) je bílá pevná látka, připravovaná oxidací benzenselenolu.